# Waldo McBurney
Ralph Waldo McBurney (3. oktober 1902 – 8. juli 2009) var kendt for at være den ældste arbejdende mand i USA. I en alder af 105 år arbejdede han stadig som biavler i byen Quinter, Kansas. Han blev født i Quinter og har boet der det meste af sit liv.
Han var ældste ved den presbyterianske kirke.